# Min Kones Danser
Min Kones Danser (originaltitel Der Tänzer meiner Frau) er en tysk stumfilm fra 1925 instrueret af Alexander Korda.

## Medvirkende
- Victor Varconi som Edmund Chauvelin
- María Corda som Lucille Chauvelin
- Willy Fritsch som Max de Sillery
- Livio Pavanelli som Claude Gerson
- Lea Seidl som Ivonne Trieux
- Hans Junkermann
- Hermann Thimig
- Olga Limburg
- Marlene Dietrich